# Le Manoir aux fantômes
Pour plus de détails, voir Fiche technique et Distribution.
Le Manoir aux fantômes (The Old Dark House) est une comédie horrifique anglo-américaine, réalisée par William Castle et sortie en 1963. Il s'agit du remake du film de 1932, La Maison de la mort, de James Whale.

## Synopsis
Tom Penderel, un américain, installé en Angleterre où il est vendeur de voitures, livre une voiture à un vieux milliardaire excentrique, Jasper Femm, qui vit dans une étrange résidence avec de nombreux membres de sa famille. Or, quand il arrive, on lui annonce que Jasper Femm vient de mourir. Face à la tempête qui se lève, il se voit proposer de passer la nuit dans la résidence des Femm.

## Fiche technique
- Titre : Le Manoir aux fantômes
- Titre original : The Old Dark House
- Réalisation : William Castle
- Scénario : Robert Dillon (en), d'après le livre Dans la nuit (Benighted) de John Boynton Priestley
- Musique : Benjamin Frankel
- Directeur de la photographie : Arthur Grant
- Montage : James Needs (en)
- Direction artistique : Bernard Robinson
- Costumes : Molly Arbuthnot
- Maquillage : Roy Ashton, Frieda Steiger
- Effets spéciaux : Lee Bowie
- Production : William Castle, Anthony Hinds (non crédité), Columbia Pictures, Hammer Film Productions
- Pays de production :  États-Unis,  Royaume-Uni
- Genre : Comédie horrifique
- Durée : 86 minutes
- Dates de sortie :
  - États-Unis : 31 octobre 1963
  - Suède : 16 mars 1964
  - Royaume-Uni : 16 septembre 1966

## Distribution
- Tom Poston : Tom Penderel
- Robert Morley : Roderick Femm
- Janette Scott : Cecily Femm
- Joyce Grenfell : Agatha Femm
- Mervyn Johns : Petiphar Femm
- Fenella Fielding (en) : Morgana Femm
- Peter Bull : Jasper Femm
- Danny Green : Morgan Femm
- John Harvey (en) : le réceptionniste
- Amy Dalby (en) : une parieuse (non créditée)

## Récompenses et distinctions

### Nominations
- Saturn Award 2010 :
  - Saturn Award de la meilleure collection DVD (au sein du coffret The William Castle Collection)